# کشته‌شدن خانواده ضیف
در ۱۹ اوت ۲۰۱۴، نیروی هوایی اسرائیل خانهٔ محمد ضیف، رهبر گردان‌های عزالدین قسام را بمباران کرد. ضیف آسیبی ندید، اما همسرش، وداد عصفوره، و دو فرزندشان کشته شدند.

## پیشینه
ضیف، که با نام محمد دیاب ابراهیم المصری متولد شد، در سال ۱۹۸۷، چند هفته پس از تأسیس حماس در جریان انتفاضه اول، به این سازمان پیوست. او در سال ۱۹۸۹ توسط مقامات اسرائیلی به دلیل مشارکت در این سازمان دستگیر شد. پس از ۱۶ ماه بازداشت، در جریان تبادل اسرا آزاد شد. اندکی پس از آزادی، او به تأسیس گردان‌های عزالدین قسام، شاخه نظامی حماس، کمک کرد. ضیف پس از ترور صلاح شحاده توسط اسرائیل در ژوئیه ۲۰۰۲، رئیس گردان‌های عزالدین قسام شد. بین ژوئیه ۲۰۰۶ و نوامبر ۲۰۱۲، پس از آنکه ضیف در یک سوءقصد اسرائیل به شدت زخمی شد، فرماندهی مؤثر آن بر عهده احمد الجعبری، معاون ضیف، بود.
محمد دیف با ویداد عصفوره ازدواج کرد، که گاهی اوقات در سال ۲۰۰۷ یا ۲۰۱۱ با نام وداد ضیف شناخته می‌شد. وداد بیوه بود (شوهر قبلی او یک مبارز قسامی بود که کشته شد). او و ضیف چهار فرزند داشتند، و ضیف دو پسر دیگر به نام‌های بها و خالد دارد. ویداد همچنین از شوهر مرحومش دو پسر داشت.

## حملهٔ هوایی
در ۱۹ اوت ۲۰۱۴، اسرائیل در حمله هوایی به خانه ضیف در محله شیخ رضوان شهر غزه، تلاش کرد او را ترور کند. حمله به خانه خانوادگی ضیف، همسر ۲۷ ساله او (ویداد عصفوره) و دو فرزندشان، یک دختر ۳ ساله (سارا محمد ضیف)  و پسر ۷ ماهه (علی ضیف)، و سه عضو دیگر خانواده. این حمله همچنین یک مادر و دو پسر نوجوانش از خانواده آل دالو را کشت. مرکز حقوق بشر فلسطین ادعا کرد که این همان خانه‌ای است که قبلاً در سال ۲۰۱۲ ویران شده بود و بنا به گزارش‌ها چندین عضو خانواده آل دالو در آن کشته شدند.
با این حال، این حمله منجر به مرگ محمد ضیف نشد. اطلاعات اسرائیل در آوریل ۲۰۱۵ به این نتیجه رسید که ضیف از سوءقصد، پنجمین تلاش اسرائیل برای کشتن او، جان سالم به در برده است.
در همان روز، ارتش اسرائیل ۳ رهبر دیگر را ترور کرد: محمد ابوشماله (۴۱ ساله)، رائد العطار (۴۰ ساله) و محمد برهوم (۴۵ ساله).

## تشییع جنازه و واکنش‌های مردمی در غزه
چندین هزار نفر در مراسم تشییع جنازه همسر و پسر ضیف در غزه شرکت کردند و با عصبانیت خواستار انتقام از اسرائیل شدند و تیر هوایی شلیک کردند. اجساد ویداد و علی از خانه خانواده همسر برای نماز به مسجدی در اردوگاه پناهندگان جبالیا منتقل شد و سپس در شن و ماسه یک گورستان به خاک سپرده شد.
دختر ضیف، در همان روز برادرش به خاک سپرده نشد زیرا جسدش تقریباً تا ظهر پنجشنبه، روز بعد از تشییع جنازه برادرش و دو روز بعد از حملهٔ هوایی، از زیر آوار بیرون کشیده نشد.

## انتقاد در اسرائیل از اقدام به ترور
علاوه بر خشم عمومی در غزه، برخی در داخل اسرائیل نیز از این حمله انتقاد کردند. جدعون لوی، در مقاله خود با عنوان «اسرائیل به جای حماس چه می‌کرد؟» برای هاآرتص، این سؤال را مطرح کرد که اگر حماس همسر و فرزندان یکی از رهبران اسرائیل را بکشد، اسرائیل چه واکنشی نشان خواهد داد. لوی همچنین خاطرنشان کرد که حتی اگر این ترور موفقیت‌آمیز بود، بر اساس حملات موفقیت‌آمیز گذشته به احمد یاسین و دیگران، ضیف جایگزین می‌شد و کسی افراطی‌تر جای او را می‌گرفت.